# HD 187123 b
HD 187123 b是一顆位於天鵝座的太陽系外行星，是典型的熱木星，母恆星是 HD 187123。該行星的質量大約是木星的一半，並且極靠近母恆星，因此公轉周期只有3日。不過該天體存在的可能性並不很高，相關訊號可能是星斑或恆星表面脈動造成。
該行星系的恆星可能會有行星凌日現象發生，但至今仍未觀測到。

## 外部連結
- . The Extrasolar Planets Encyclopaedia.   [2008-08-25]. （原始内容存档于2012-06-02）.
- . Exoplanets.   [2008-08-25]. （原始内容存档于2009-11-24）.